# Leichtathletik-Länderkämpfe mit deutscher Beteiligung 1926
| Einziger Leichtathletik-Länderkampf mit deutscher Beteiligung 1926 | Einziger Leichtathletik-Länderkampf mit deutscher Beteiligung 1926 | Einziger Leichtathletik-Länderkampf mit deutscher Beteiligung 1926 | Einziger Leichtathletik-Länderkampf mit deutscher Beteiligung 1926 |
| ------------------------------------------------------------------ | ------------------------------------------------------------------ | ------------------------------------------------------------------ | ------------------------------------------------------------------ |
|                                                                    |                                                                    |                                                                    |                                                                    |
| Länderkampf SUI – GER – FRA                                        |                                                                    |                                                                    |                                                                    |
| Basel 22. August 1926                                              | Basel 22. August 1926                                              | 1. GER 2. FRA 3. SUI                                               | 127,5 P 89,5 P 68,0 P                                              |
| Chronik                                                            |                                                                    |                                                                    |                                                                    |
| ← Länderkämpfe 1925                                                | ← Länderkämpfe 1925                                                | Länderkämpfe 1927 →                                                | Länderkämpfe 1927 →                                                |

1926 gab es einen Leichtathletik-Länderkampf mit deutscher Beteiligung. Der einzige Vergleich des Jahres wurde wie auch in den Jahren zuvor in der Schweizer Stadt Basel ausgetragen. Allerdings blieben die Schweiz und Deutschland bei diesem Vergleich nicht unter sich, sondern als dritter Teilnehmer kam Frankreich dazu, ein Land, mit dem das deutsche Team noch keinen Leichtathletik-Länderkampf ausgetragen hatte. Am 22. August fand die Begegnung dieser drei Nationen statt.
Beteiligt waren wiederum nur Männer, die Frauen trugen ihren ersten Länderkampf 1928 aus, dem Jahr, in dem Frauen in der Leichtathletik auch zum ersten Mal an Olympischen Spielen teilnehmen durften. Der Vergleich zwischen Deutschland und der Schweiz fand bis einschließlich 1938 mit Ausnahme des Olympiajahres 1936 in jedem der folgenden Jahre statt.
Deutschland behauptete sich in seinem ersten Drei-Länderkampf mit klarem Vorsprung vor Frankreich und Gastgeber Schweiz und erzielte damit seinen siebten Sieg im siebten Länderkampf. Nachdem in der letzten Saison zwei Ländervergleiche mit deutscher Beteiligung ausgetragen worden waren, blieb es in dieser Saison bei dieser einzigen Auseinandersetzung. Im kommenden Jahr kam es dann zu zwei internationalen Treffen mit anderen Ländern und in den nachfolgenden Jahren erhöhte sich die Zahl der Länderkämpfe langsam, aber stetig.

## Modus
Die Regeln wurden analog zum Zwei-Länderkampf mit der Schweiz im letzten Jahr angewendet. Zwei Athleten traten je Wettbewerb und Nation gegeneinander an – ein Modus, der sich bei Länderkämpfen in späteren Jahren fest etablierte. Die Sieger erhielten in den Einzeldisziplinen jeweils sechs Punkte, die Zweiten jeweils fünf usw. bis hin zu den Sechstplatzierten, die jeweils noch mit einem Punkt in die Wertung kamen. In den beiden Staffeln brachte Platz eins fünf und Platz zwei drei Punkte. Die Mannschaft auf dem dritten und letzten Rang bekam noch einen Punkt.